# Cymbale splash

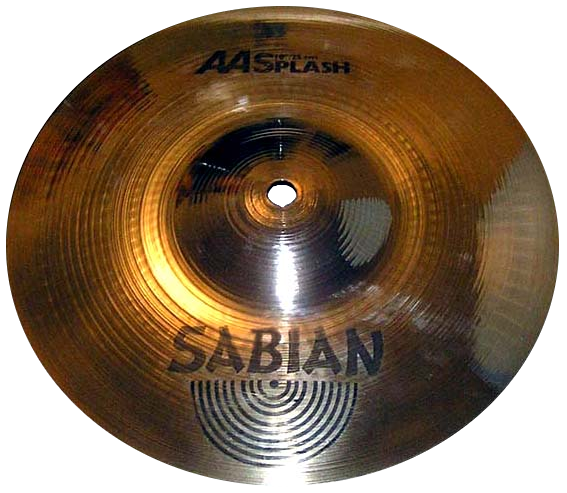
Splash Sabian 10" AA

Une splash est une variété de cymbale dont la taille est généralement de 6 à 12 pouces (15 à 40 cm). 
Elle est utilisée en général pour de petits accents, plus faibles, mais aussi plus explosifs et courts que ceux des crashs, très souvent pour marquer la fin d'un break. Le son qu'elle produit peut être associé à celui d'un gros objet tombant dans de l'eau : un bruit très intense au contact, mais qui s'estompe aussitôt.
Elle doit son nom à l'homophonie entre la prononciation anglaise de son nom et le son qu'elle projette : sec, vif et sans prolongement.